# Mustafa bəy Vəkilov

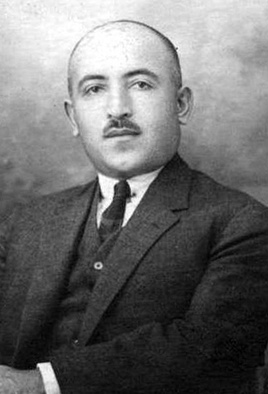
Mustafa bəy Vəkilov

Mustafa bəy Nadir Ağa oğlu Vəkilov (eingedeutscht Mustafa bäj Wäkilow; * September 1896 im Dorf Salahlı, Ujezd Qazax, Gouvernement Elisawetpol, Russisches Kaiserreich; † 30. November 1965 in Ankara, Türkei) war ein Politiker und Staatsmann der Demokratischen Republik Aserbaidschan (1918–1920). Mit nur 25 Jahren ging er als jüngster Minister in die Geschichte Aserbaidschans ein.

## Leben
Nach seinem Gymnasiumabschluss in Baku ließ sich Vəkilov mit nur 16 Jahren in die juristische Fakultät der Kaiserlichen Universität Moskau (heute Lomonossow-Universität Moskau) einschreiben. 1917 absolvierte er diese Einrichtung und kehrte nach Baku zurück, wo er seine politische Laufbahn als Assistent des Gouverneurs von Baku begann.
Nach der Februarrevolution 1917 wurde Vəkilov vom Transkaukasischen Sonderkomitee, der obersten Instanz der Provisorischen Regierung für die Verwaltung der Südkaukasischen Länder, als Vertreter im Allrussischen Rat der Muslime bestimmt. Wenige Monate später wurde er auf der ersten Parteiversammlung der Musavat-Partei zum Vorstand gewählt. Noch im selben Jahr wurde er zum Sekretär des Außenministers des transkaukasischen Kommissariats Akaki Tschchenkeli und zum Mitglied der muslimischen Fraktion des Transkaukasischen Sejm berufen.
Nach der Gründung der Demokratischen Republik Aserbaidschan (DRA) Ende Mai 1918 setze Vəkilov seine Tätigkeit im Innenministerium des Landes fort. Im Dezember 1918 wurde er als Abgeordneter in das Parlament gewählt. Im Jahr 1919 wurde Vəkilov zum Stellvertreter des Innenministers Nəsib bəy Yusifbəyli. Am 18. Februar 1920 stieg er mit nur 25 Jahren zum Innenminister Aserbaidschans auf.
Nach dem Untergang der DRA im April 1920 als Folge der sowjetischen Machtergreifung hielt sich Vəkilov eine Zeit lang versteckt, setze sich jedoch später über Georgien in die Türkei ab. Ab 1924 war er eines der Mitglieder des Nationalen Zentrums von Aserbaidschan, das von Məhəmməd Əmin Rəsulzadə gegründet wurde und die ehemaligen Staatsmänner der DRA in sich vereinte.
1928 ging Vəkilov nach Polen und schloss sich dort der politischen Bewegung Prometheismus an, die die Schwächung und den Zerfall der Sowjetunion zum Ziel hatte. Nach Ende des Zweiten Weltkrieges kehrte er in die Türkei zurück und betätigte sich den Rest seines Lebens als Journalist.